# Obwodnica kolejowa Wrocławia

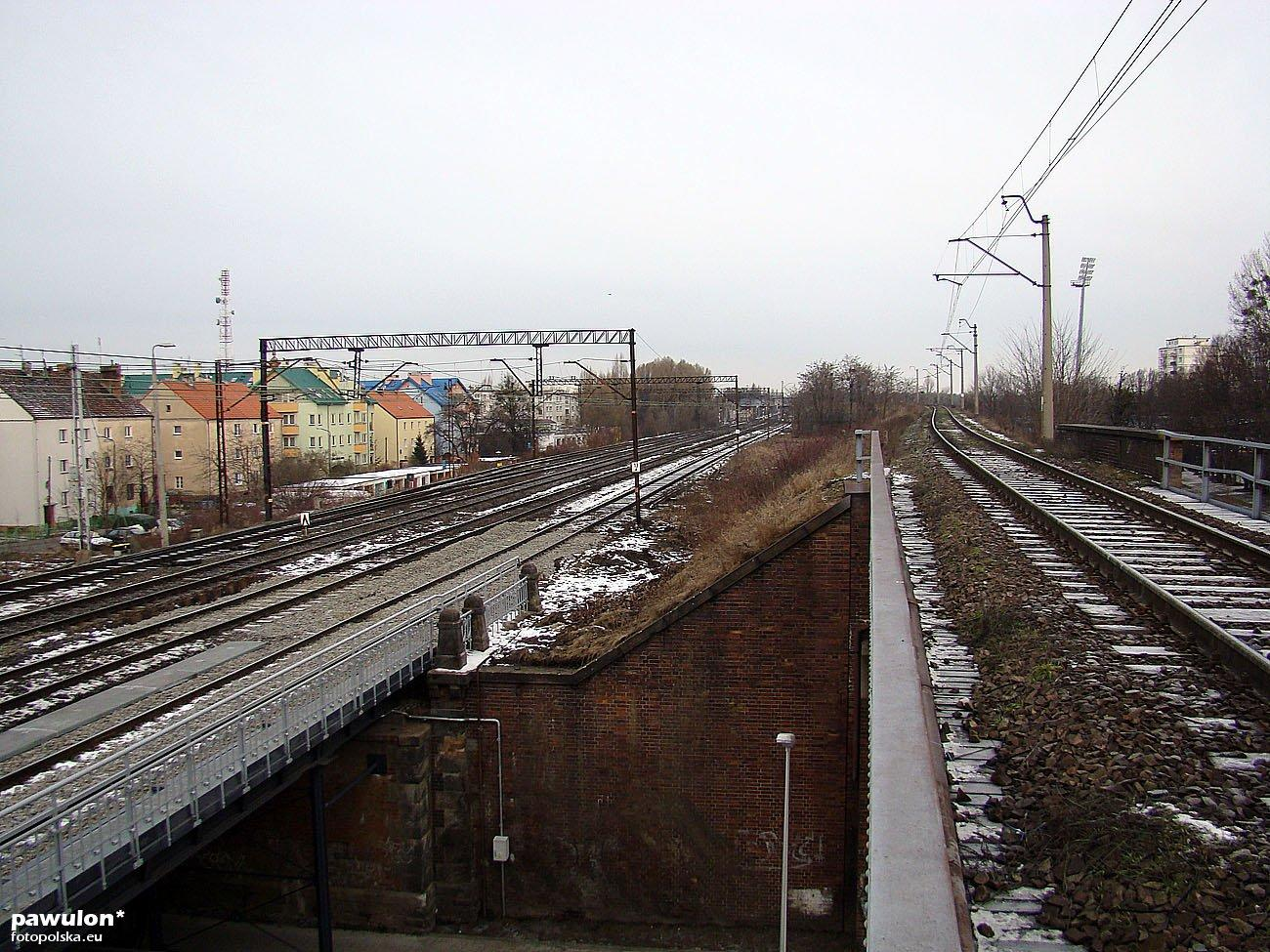
Od ul. Inżynierskiej w kierunku ul. Grabiszyńskiej

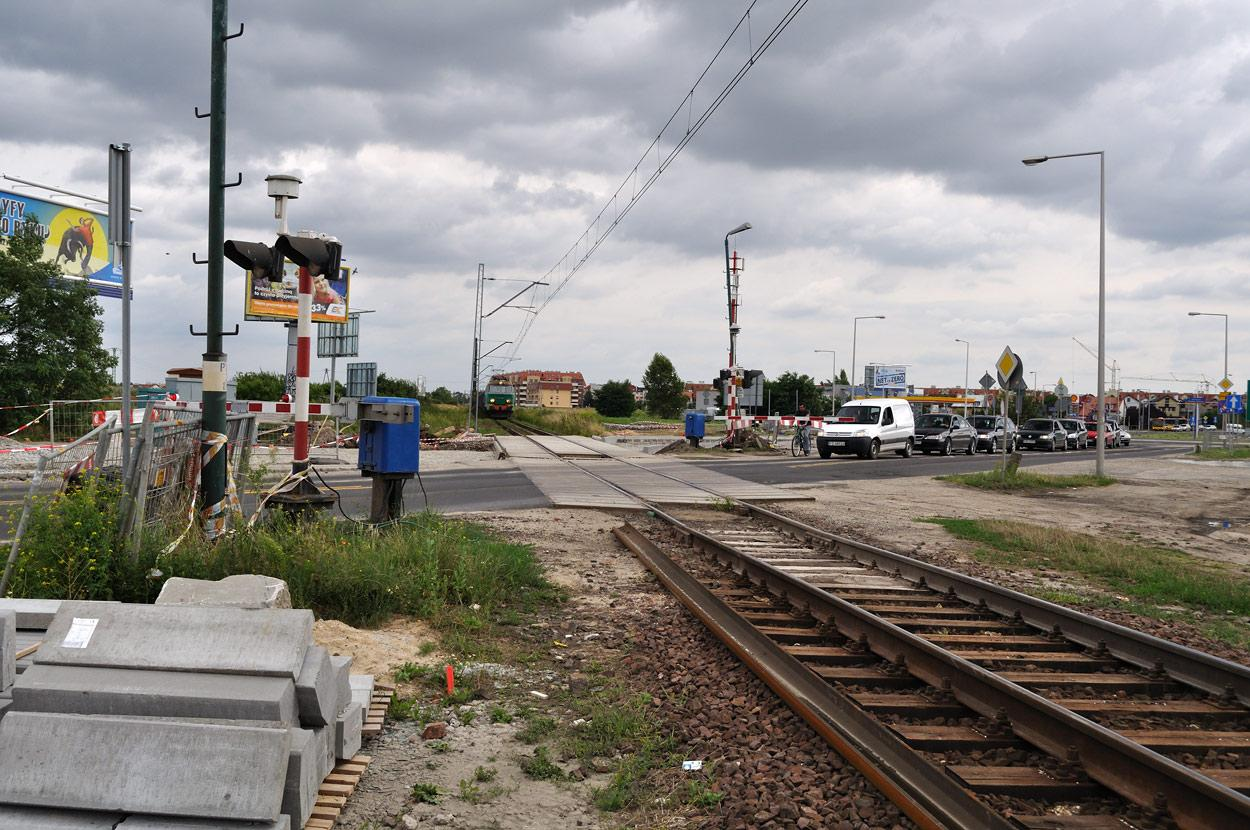
Przejazd w ul. Strzegomskiej

Obwodnica kolejowa Wrocławia (Güterumgehungseisenbahn, Güter-Umgehungs-Eisenbahn) – droga kolejowa stanowiąca kolej obwodową we Wrocławiu, przeznaczona dla kolejowego transportu towarowego. Obwodnica łączy stację rozrządową Brochów ze stacją rozrządową Gądów, a także Gądów z Wrocław Zachód. Oprócz tego pierwotnie obejmowała także stację zdawczo–odbiorczą Portu Popowice. Zbudowano także w jej ramach bezkolizyjne łącznice zapewniające połączenia z innymi liniami kolejowymi. Omija centrum miasta od południa i zachodu. W głównym przebiegu z Brochowa do Gądowa linia w całości została poprowadzona na nasypie kolejowym, w ciągu którego zbudowano liczne wiadukty kolejowe, natomiast szlak z Gądowa do stacji Wrocław Zachód na nasypie przeprowadzono tylko początkowy odcinek, a pozostałą część tej drogi zbudowano w poziomie terenu. Odcinek główny z Brochowa do Gądowa zbudowano w latach 1891–1896, a szlak z Gądowa do Wrocławia Zachodniego w 1927 r.

## Historia
Przed wybudowaniem towarowej obwodnicy kolejowej Wrocławia linie kolejowe wrocławskiego węzła kolejowego skupiały się na północ od terenów przez które dziś przebiega znacznie bliżej centrum miasta, w szczególności przy południowym krańcu Przedmieścia Świdnickiego. Tu w 1846 r. zbudowano tory kolejowe łączące trzy dworce kolejowe, w tym w szczególności zapewniające połączenie dworca Górnośląskiego z liniami kolejowymi wybiegającymi w kierunku zachodnim. Tory te zbudowano na poziomie terenu. Rozwój transportu kolejowego i lokalizacja dworców kolejowych stały się bodźcem do szybkiego rozwoju terenów przyległych i ich zabudowy. Kolizyjny ruch pociągów z ruchem ulicznym oraz torowiskami tramwajowymi, stał się szybko problemem, który dostrzeżono i postanowiono rozwiązać .
Nim jednak przystąpiono do odpowiednich robót budowlanych w tym obszarze postanowiono zapewnić możliwość niezakłóconego prowadzenia transportu towarowego poprzez budową alternatywnej linii kolejowej, przewidując równocześnie, że taka linia umożliwiające przerzucenie ruchu towarowego poza tory prowadzące przez centrum miasta z dużym ruchem pasażerskim, będzie także potrzebna w przyszłości. Pierwsze koncepcje towarowej obwodnicy kolejowej dla Wrocławia powstały w 1875 r.. Podjęto zatem odpowiednie decyzje i rozpoczęto budowę obwodnicy kolejowej miasta przeznaczonej dla transportu towarowego (Güterumgehungseisenbahn, Güter-Umgehungs-Eisenbahn). Budowę odcinka Brochów – Grabiszyn zrealizowano w latach 1891–1893. Nowa linia długości 12,4 km, łączącą stacje rozrządowe w Brochowie i Gądowie, a poza tym także stację zdawczo-odbiorczą portu rzecznego w Popowicach jako dwutorowa została uruchomiona w 1896 r. (1 maja 1896). Linia w całości poprowadzona została na nasypie, a w jej ciągu wybudowano liczne wiadukty. W latach 1891–1901 po obu stronach nasypu kolejowego wytyczono trakt spacerowy. W latach 1890–1914 nasyp kolejowy obwodnicy stanowił element składowy systemu Twierdzy Wrocław. 
Ta część inwestycji umożliwiła w latach 1896–1901 przebudowę głównej linii biegnącej przez centrum miasta, powiązaną także z przebudową między innymi Dworca Głównego (1896–1905). Jednym z najważniejszych aspektów tej przebudowy było wyniesienie torowisk kolejowych ponad poziom terenu między innymi poprzez budowę estakady, nasypów i wiaduktów kolejowych. Pozwoliło to na zapewnienie bezkolizyjnej komunikacji kolejowej i ulicznej, w tym także tramwajowej oraz pieszej .
W kolejnych latach powstawały jednak następne elementy infrastruktury stanowiącej integralną część obwodnicy kolejowej. Przede wszystkim w 1927 zbudowano nowy jej odcinek łączący Wrocław Muchobór i Gądów z Muchoborem Wielkim (Wrocław Zachodni) o długości 6 km. Ponadto w kolejnych latach zbudowano bezkolizyjne łącznice między innymi z linią kolejową w kierunku Legnicy i Głogowa oraz zwiększono liczbę torów na odcinku głównym z Brochowa do stacji Stadion z dwóch do czterech torów.
W czasie II wojny światowej podczas oblężenia Wrocławia w 1945 r. nasyp kolejowy również był wykorzystywany jako element twierdzy. Po jej zakończeniu już w 1945 r. rozebrano dwie pary torów kolejowych na linii głównej obwodnicy. W ten sposób stała się ona na długie lata ponownie dwutorowa. W latach 80. XX wieku postanowiono odbudować dwa brakujące tory. Rozpoczęte prace przerwano jednak w latach 90. XX wieku. Sam przebieg obwodnicy kolejowej pozostał niezmieniony do czasów współczesnych. Obecnie jednak na głównym odcinku obwodnicy Wrocław Brochów WBA – Stadion są trzy tory kolejowych . Budowę trzeciego toru zakończono w 2001. Dodatkowo przygotowano podtorze pod ewentualną odbudowę czwartego toru. Przebudowie poddano część wiaduktów, które swoimi parametrami nie zapewniały zaspokojenia współczesnych potrzeb komunikacyjnych. Wśród takich obiektów można wymienić między innymi wiadukt nad ulicami Bardzką – Buforową .

## Współczesne linie kolejowe
Współcześnie na zachowanych częściach opisanej drogi kolejowej, jej zarządca – PKP Polskie Linie Kolejowe S.A., według stanu na luty 2023, wyznaczył następujące linie kolejowe :
- przebieg główny:
  - linia kolejowa nr 349: Święta Katarzyna – Wrocław Kuźniki, dwutorowa[14] [17][18],
  - linia kolejowa nr 750: Wrocław Brochów WBA – posterunek odgałęźny Stadion, jednotorowa[14] [17][18],
  - linia kolejowa nr 756: posterunek odgałęźny Stadion – Wrocław Popowice WP4, dwutorowa[14] ,
  - linia kolejowa nr 758: posterunek odgałęźny Stadion – Wrocław Muchobór, dwutorowa[14] ,
- przebieg boczny:
  - linia kolejowa nr 751: Wrocław Gądów – Wrocław Zachodni, jednotorowa[14] [17].

Wszystkie powyższe linie są znaczenia państwowego i mają przypisaną kategorię – pierwszorzędna. Są one liniami zelektryfikowanymi . Szlak główny obwodnicy w ramach wyznaczonych linii kolejowych całości zaklasyfikowany jest do kompleksowej i bazowej towarowej sieci transportową TEN-T  oraz do ważnych, międzynarodowych liniach transportu kombinowanego i obiektach towarzyszących – AGTC  (C-E 30, C-E 59). Według stanu na czerwiec 2023 na wszystkich drogach kolejowych obwodnicy nie ma ruchu pociągów pasażerskich, a jedynie dla pociągów towarowych.

## Przejazdy kolejowo-drogowe
Przejazdy kolejowo-drogowe znajdują się na bocznym szlaku obwodnicy kolejowej (linia kolejowa nr 751), w części prowadzonej na poziomie terenu. Są to następujące przejazdy:
- ulica Strzegomska, nr 751 003 560, 3,560 km linii, przejazd kategorii B, z zaporami
- ulica Trawowa, nr 751 004 363, 4,363 km linii, przejazd kategorii D, bez zapór
- ulica Krzemieniecka, nr 751 004 842, 4,842 km linii, przejazd kategorii B, z zaporami
- ulica Ibn Siny Awicenny, nr 751 005 660, 5,660 km linii, przejazd kategorii A, z zaporami[14]

## Postulaty dotyczące transportu pasażerskiego
Ocenia się, że Wrocław posiada bogatą sieć kolejową, którą można i należy włączyć w system komunikacji pasażerskiej, zarówno komunikacji miejskiej jak i aglomeracyjnej. Dotyczy to także koncepcji wykorzystania towarowej obwodnicy Wrocławia. Realizacja takich planów wymagałoby jednak rozbudowę torowisk i budowę przystanków pasażerskich. Istniały także koncepcje połączenia komunikacji tramwajowej z systemem dróg kolejowych.
Podczas prac planistycznych w ramach studium uwarunkowań i kierunków zagospodarowania przestrzennego dla miasta Wrocławia uwzględniano powyższe proponując miejsca lokalizacji przystanków pasażerskich w ramach obwodnicy kolejowej, a także w innych opracowaniach, zgodnie z poniższym zestawieniem:
| lokalizacja                                                  | Fularz 2002                                     | Studium 2006                                    | Fularz 2006                                     | UMDW 2009                                       | Studium 2010                                    | Studium 2018                                    | WKM 2020                                        |
| WROCŁAW BROCHÓW WBA - STADION (punkt odgałęźny)              | WROCŁAW BROCHÓW WBA - STADION (punkt odgałęźny) | WROCŁAW BROCHÓW WBA - STADION (punkt odgałęźny) | WROCŁAW BROCHÓW WBA - STADION (punkt odgałęźny) | WROCŁAW BROCHÓW WBA - STADION (punkt odgałęźny) | WROCŁAW BROCHÓW WBA - STADION (punkt odgałęźny) | WROCŁAW BROCHÓW WBA - STADION (punkt odgałęźny) | WROCŁAW BROCHÓW WBA - STADION (punkt odgałęźny) |
| ------------------------------------------------------------ | ----------------------------------------------- | ----------------------------------------------- | ----------------------------------------------- | ----------------------------------------------- | ----------------------------------------------- | ----------------------------------------------- | ----------------------------------------------- |
| ulica Grabiszyńska / plac Srebrny / ulica Oporowska          | Tak                                             | Tak                                             | Tak                                             | Tak                                             | Tak                                             | Tak                                             | Tak                                             |
| ulica Krucza / Inżynierska                                   | Nie                                             | Nie                                             | Nie                                             | Nie                                             | Nie                                             | Nie                                             | Tak                                             |
| aleja gen. Józefa Hallera                                    | Tak                                             | Nie                                             | Tak                                             | Nie                                             | Nie                                             | Tak                                             | Tak                                             |
| ulica Racławicka                                             | Nie                                             | Nie                                             | Nie                                             | Nie                                             | Nie                                             | Nie                                             | Tak                                             |
| ulica Powstańców Śląskich / ulica Krzycka / aleja Karkonoska | Tak                                             | Nie                                             | Tak                                             | Tak                                             | Nie                                             | Tak                                             | Tak                                             |
| ulica Borowska                                               | Nie                                             | Nie                                             | Nie                                             | Nie                                             | Nie                                             | Tak                                             | Tak                                             |
| ulica Kukuczki / ulica Pawia                                 | Tak                                             | Tak                                             | Tak                                             | Nie                                             | Tak                                             | Nie                                             | Nie                                             |
| Tarnogaj ulica Bardzka / ul. Buforowa                        | Tak                                             | Nie                                             | Nie                                             | Tak                                             | Nie                                             | Tak                                             | Tak                                             |
| WROCŁAW GĄDÓW - WROCŁAW ZACHODNI                             |                                                 |                                                 |                                                 |                                                 |                                                 |                                                 |                                                 |
| ulica Żernicka                                               | Tak                                             | Nie                                             | Tak                                             | Nie                                             | Nie                                             | Nie                                             | Nie                                             |
| ulica Rogowska                                               | Tak                                             | Nie                                             | Tak                                             | Tak                                             | Nie                                             | Nie                                             | Nie                                             |
| ulica Strzegomska                                            | Tak                                             | Nie                                             | Tak                                             | Nie                                             | Nie                                             | Tak                                             | Nie                                             |

Inne propozycje dotyczące wykorzystania odcinka Wrocław Brochów WBA – post. odg. Stadion obwodnicy dla potrzeb ruchu pasażerskiego wynikają z niedostatecznej przepustowości odcinka torów prowadzących przez miasto, szczególnie od posterunku odgałęźnego Wrocław Grabiszyn (ul. Manganowa) do stacji Wrocław Główny. Rozważa się więc kierowania pociągów dalekobieżnych przez obwodnicę kolejową tak, aby na stację Wrocław Główny wjeżdżały od strony wschodniej, mniej obciążonej i o większej przepustowości. Taka organizacja ruchu byłaby uzasadniona dla pociągów, których relacja wymusza zarówno wjazd, jak i wyjazd od strony zachodniej – nie następowałaby wtedy zmiana kierunku jazdy na stacji Wrocław Główny, kłopotliwa zwłaszcza dla klasycznych składów wagonowych z lokomotywą, dominujących w ruchu dalekobieżnym.

## Trakt spacerowy
Wzdłuż kolejowej obwodnicy towarowej Wrocławia w latach 1891–1901 po obu stronach nasypu kolejowego wytoczono trakt spacerowy. Uformowano tu rożne założenia zieleni, dokonano nasadzeń roślinności, w szczególności uformowano szpalery drzew, a także w wielu punktach zaprojektowano i w różnym stopniu wykonano większe założenia i obiekty związane z wypoczynkiem, rekreacją i sportem. Zarówno tworzone plany, koncepcje, jak i sam trakt, ulegały zmianie w czasie. Po wojnie został zaniedbany, a z czasem pierwotne walory estetyczne i krajobrazowe, głównie ze względu na brak właściwego utrzymania, uległy zatarciu. Podkreśla się jednak, że nadal jest to teren o wysokim potencjale rekreacyjnym.
Pośród projektów i założeń można wymienić następujące przykłady:
- Górka Szczepińska[7]
- Stadion Oporowska, który miał być częścią większego, niezrealizowanego założenia – Park Sportowy Grabiszyn[7][33][34]
- Wzgórze Gajowickie[7][35]
- stadion Pafawag Wrocław (nie istnieje)[7][34][36]
- Kompleks sportowy WKS „Śląsk” przy ulicy Racławickiej 62[37]
- Górka Mała Sobótka[7][34]
- Skórnik (Riemannhöhe)[7][34]
- Wzgórze Gajowe[7][38]
- Wzgórze przy ulicy Ziębickiej[7]
- niewielkie, nieregularnie rozmieszczone place wypoczynkowe, np. przy ul. Oporowskiej – Eschenplatz (nieistniejący), między obecną ulicą Sokolą i Racławicką – dwa place (Lindenplatz i Eichenplatz), przy ulicy Racławiskiej i strudze Grabiszynka, w rejonie obecnej ulicy Agrestowej – plac sportowy (Körnerwiese), między ulicą Agrestową i Orawską – dwa place (Weidnerplatz i Bismarckplatz)[7][34][39].

Proponuje się budowę na śladzie dawnego traktu spójnej drogi rowerowej wzdłuż obwodnicy kolejowej, począwszy od ulicy Grabiszyńskiej do alei Armii Krajowej. Odcinkowo prace są sukcesywnie prowadzone, zarówno bezpośrednio z budżetu gminy, jak i w ramach wrocławskiego budżetu obywatelskiego. Istnieją także koncepcje rewitalizacji części dawnego traktu pod nazwą Promenada Krzycka w zakresie odcinka od ulicy Grabiszyńskiej do ulicy Gazowej / Morwowej.

## Wiadukty kolejowe i inne konstrukcje komunikacyjne

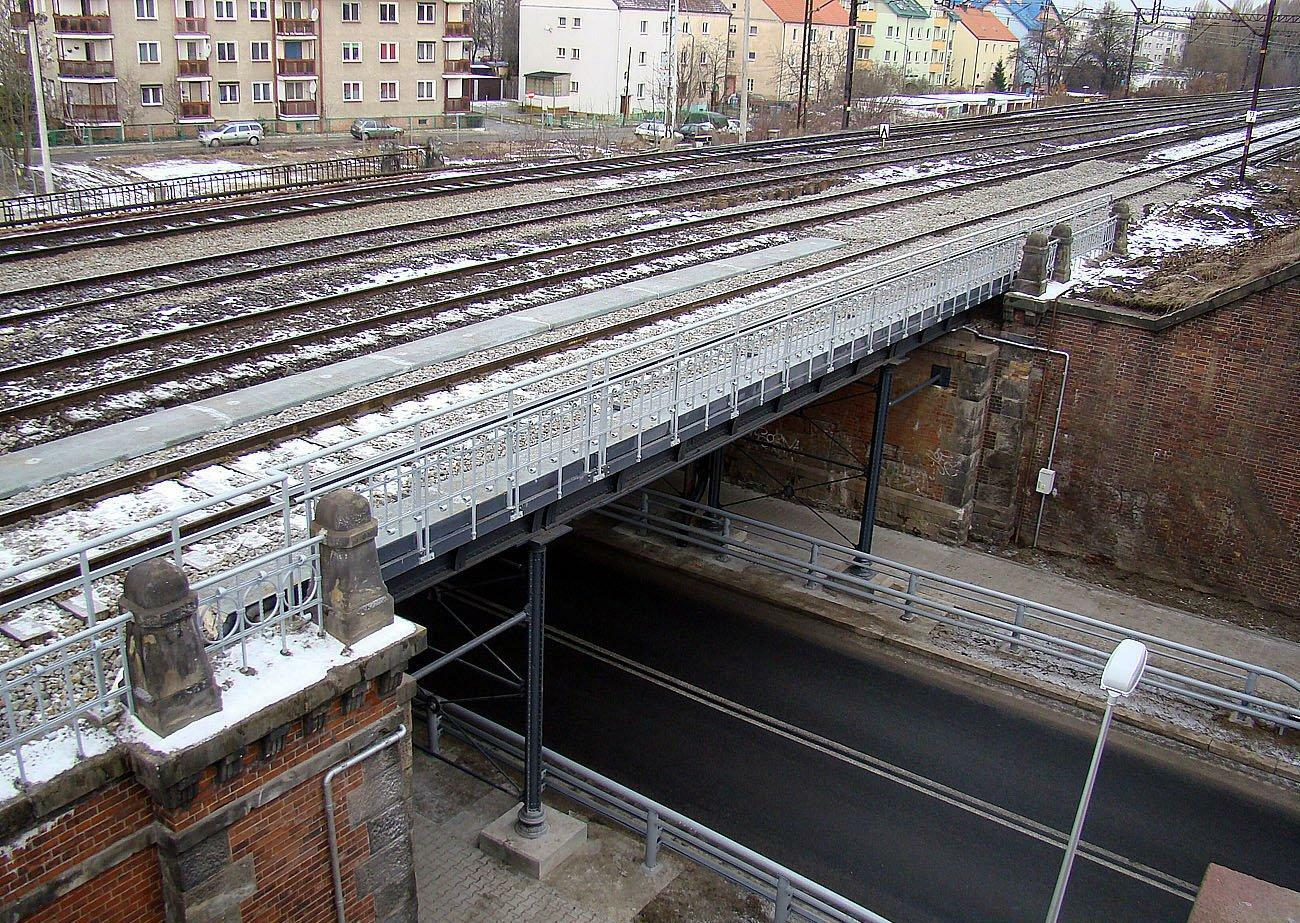
Wiadukt nad ul. Inżynierską

| rodzaj                                                        | parametry                                                                              | droga                                                       | fotografia                                      |
| WROCŁAW BROCHÓW WBA - STADION (punkt odgałęźny)               | WROCŁAW BROCHÓW WBA - STADION (punkt odgałęźny)                                        | WROCŁAW BROCHÓW WBA - STADION (punkt odgałęźny)             | WROCŁAW BROCHÓW WBA - STADION (punkt odgałęźny) |
| ------------------------------------------------------------- | -------------------------------------------------------------------------------------- | ----------------------------------------------------------- | ----------------------------------------------- |
| tunel, z kładką dla pieszych, z możliwością przejazdu rowerem |                                                                                        | struga Brochówka                                            |                                                 |
| wiadukt                                                       | maksymalna wysokość pojazdu 3,8 m                                                      | ulica Ignacego Mościckiego                                  |                                                 |
| wiadukt                                                       | liczba przęseł: 3; długość: 48,77 m, szerokość: 19,26 m, skrajnia pod wiaduktem: 4,7 m | ulica Bardzka / ulica Buforowa                              |                                                 |
| wiadukt                                                       |                                                                                        | ulica Pawia / ulica Jerzego Kukuczki                        |                                                 |
| tunel dla pieszych i rowerzystów                              | długość: 18,9 m (19 m), szerokość: 3,2 m                                               | ulica Borowska / ulica Stefana Grota-Roweckiego             |                                                 |
| wiadukt                                                       |                                                                                        | ulica Borowska / ulica Stefana Grota-Roweckiego             |                                                 |
| wiadukt                                                       |                                                                                        | ulica Spiska / ulica Orawska                                |                                                 |
| wiadukt                                                       | maksymalna wysokość pojazdu 3,3 m (pasy skrajne) i 3,8 m (pasy środkowe)               | ulica Ślężna / ulica Wyścigowa                              |                                                 |
| wiadukt                                                       |                                                                                        | ulica Powstańców Śląskich / aleja Karkonoska                |                                                 |
| wiadukt                                                       |                                                                                        | ulica Krzycka                                               |                                                 |
| wiadukt                                                       |                                                                                        | ulica Racławicka                                            |                                                 |
| wiadukt                                                       |                                                                                        | aleja gen. Józefa Hallera (Obwodnica śródmiejska Wrocławia) |                                                 |
| wiadukt                                                       |                                                                                        | ulica Inżynierska / ulica Krucza                            |                                                 |
| wiadukt                                                       | maksymalna wysokość pojazdu 3,6 m (pasy skrajne) i 3,8 m (pasy środkowe)               | ulica Grabiszyńska                                          |                                                 |
| WROCŁAW GĄDÓW - WROCŁAW ZACHODNI                              |                                                                                        |                                                             |                                                 |
| wiadukt                                                       |                                                                                        | ulica Żernicka                                              |                                                 |
| wiadukt                                                       |                                                                                        | sięgacz ulicy Rogowskiej / ulica Sukielicka                 |                                                 |
| most                                                          |                                                                                        | rzeka Ślęza                                                 |                                                 |

## Obiekty podlegające ochronie
Pośród obiektów budowlanych powstałych w ramach obwodnicy kolejowej Wrocławia ochronie zabytków podlegają dwa wiadukty. Jednym z wielu takich wiaduktów zbudowanych w ramach obwodnicy towarowej jest wiadukt nad ulicą Inżynierską i ulicą Kruczą. Został on objęty ochroną w ramach gminnej ewidencji zabytków. Jego podstawie datuje się na lata 1905–1910. W 2012 przeprowadzono remont obiektu. Podobną ochroną objęty jest wiadukt nad ulicą Krzycką, którego powstanie również określa się na lata 1905–1910..